# Tribunal social fédéral

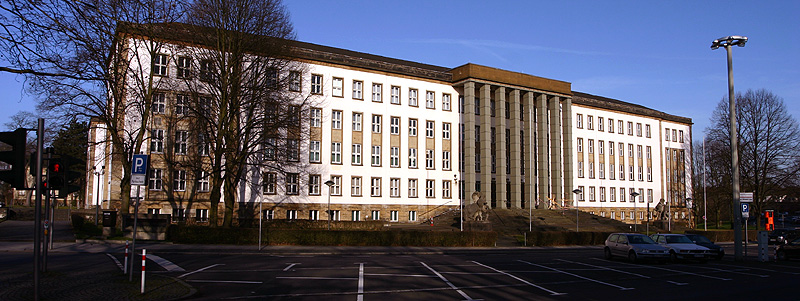
Siège du Tribunal social fédéral à Cassel

Le Tribunal social fédéral (Bundessozialgericht, BSG) traite du droit social en Allemagne. La Cour social est l’une des cinq juridictions suprêmes allemandes.

## Tribunal social fédéral
La Cour sociale fédérale est l’organe juridictionnel suprême de l’ordre juridictionnel social. La Cour juge en appel les litiges relevant du droit social, notamment ceux concernant l’assurance maladie, en particulier les soins à long terme, les pensions, ou encore les accidents en travail.
La Cour a été créée le 11 septembre 1954 en application de l’article 95 de la Loi fondamentale. Elle siège à Cassel dans la Hesse. Le bâtiment néo-classique qui l'abrite, édifié le 11 mai 1938 sur les plans de Ernst Wendel, est l'ancien siège de l'état-major du Wehrkreis IX, la 9e Région militaire allemande. Son portique monumental est caractéristique de l'architecture nationale-socialiste.
C’est l’une des cinq juridictions suprêmes allemandes, avec la Cour fédérale, le Tribunal fédéral du travail, le Tribunal administratif fédéral et la Cour fédérale des finances.

## Liste des présidents
- Joseph Schneider (1900-1986), du 11 septembre 1954 au 31 octobre 1968
- Georg Wannagat (1916-2006), du 1er novembre 1968 au 30 juin 1984
- Heinrich Reiter (né en 1930), du 1er juillet 1984 au 31 août 1995
- Matthias von Wulfen (né en 1942), depuis le 1er septembre 1995

La vice-présidente du Tribunal est depuis août 2003 Ruth Wetzel-Steinwedel.